# 哈肯·维姆·莱
哈肯·维姆·莱（1965年7月26日—），生於挪威哈尔登，是一名网络先锋、网页标准的积极推进者，并是Opera软件公司的首席技术官。 

## 教育和经历

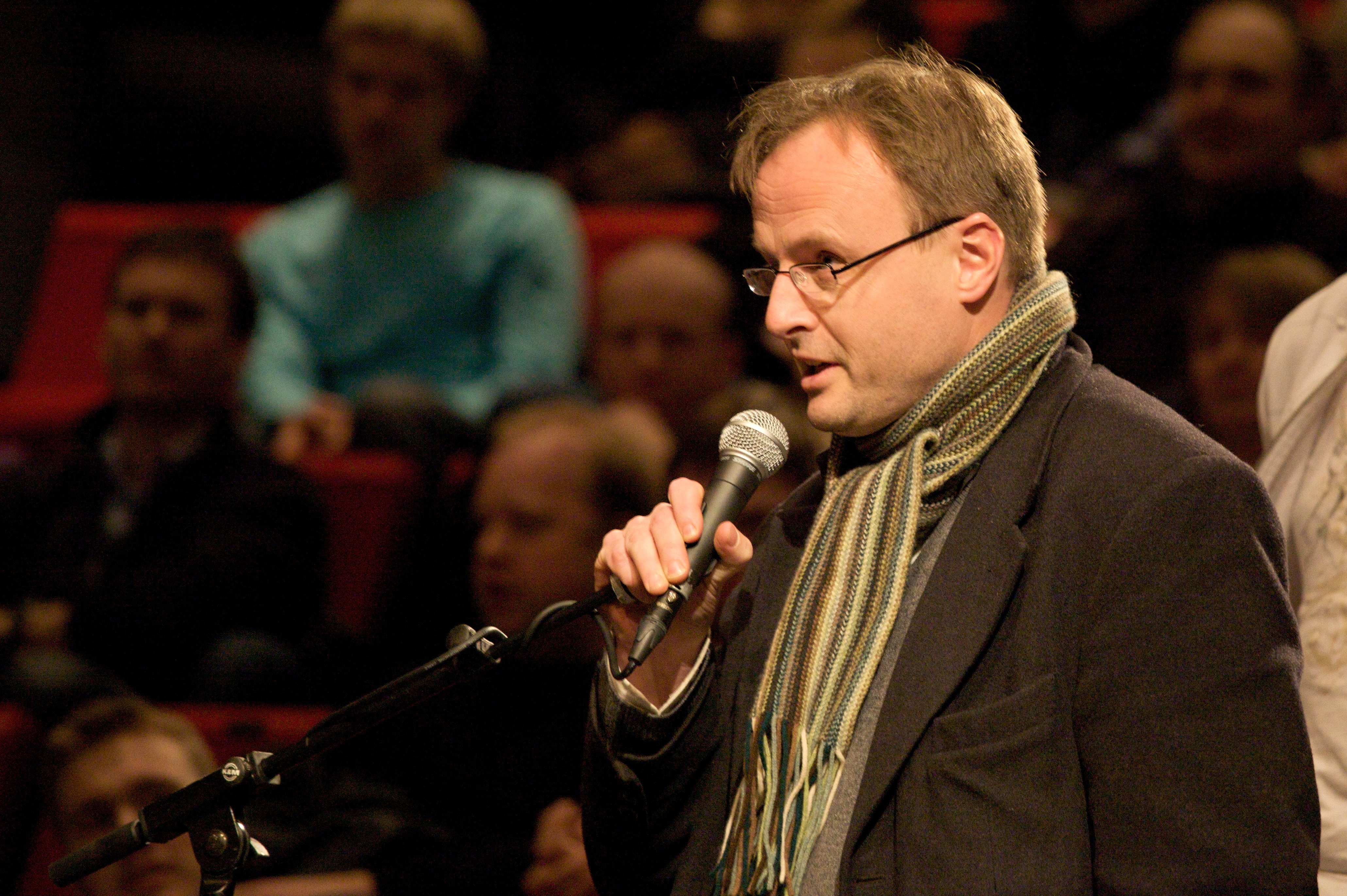
哈肯·维姆·莱，2009年2月23日

哈肯曾就读於奥斯特福德高等学院、西佐治亚大学和MIT媒体实验室，1991年获得MIT媒体实验室视觉研究理学硕士学位。2006年2月17日，他成功地通过了奥斯陆大学的博士论文答辩。
他的博士论文是关於CSS起源的具有启发性的背景，以及CSS背後的一些设计决策的根本原因，尤其是CSS为什么不具有一些特性，以及CSS为什么避免成为DSSSL的原因。
他以於1994年提出的CSS概念而闻名，当时他正与提姆·柏內茲-李和罗伯特·卡里奥在CERN工作。作为W3C的员工，他与伯特·波斯一起将CSS发展为W3C推荐标准。為了展示和作為试验台，他將CSS整合到Arena網頁瀏覽器。CSS是基本的网页标准之一，对於网页排版印刷、美感以及亲和力有着深远的影响。
除了他在CSS规范方面的工作外，他也可以说是一个网页标准的积极推进者。微软的Internet Explorer常常成为他的批评對象，因为IE对网页标准的支持较差。他也不赞同在网页上使用XSL-FO。他提出了Acid2测试，这个测试後来被发展，并被網頁標準計劃发布。 
2006年，他发起了一个倡议，内容是浏览器所支持的能够下载的Web字体应使用通用字体格式。截至2011年，除微软外，所有的浏览器厂商都已经按倡议改善了Web字体。2007年，他又发起一项倡议，希望浏览器可以支持video标签，这样就能更容易地在網路上发布视频。
他也是Web打印概念的倡导者。他与伯特·波斯合著的CSS著作就是从HTML和CSS文件打印制作的，之後这些文件用Prince XML格式程序转换为PDF文件。
他参与過W3C、INRIA、CERN、MIT媒体实验室以及Televerket公司的挪威电信研究等机构的工作。
1999年4月，他加入了Opera軟體公司。 
2005年，他加入YesLogic的董事会，此公司从事制作Prince XML + CSS格式程序的工作。

## 个人生活
他居住在挪威奥斯陆，在当地他发起了一项反对公共空間中的高层建筑物和广告宣传的网络倡议。

## 著作
他与伯特·波斯合著了CSS书籍《Cascading Style Sheets: Designing for the Web》，现已发行第3版。
- 第1版. ISBN 020141998X.
- 第2版. ISBN 0201596253.
- Håkon Wium Lie, Bert Bos.  第3版. Addison Wesley. 2005. ISBN 0321193121.
- Lie, Håkon Wium. . Oslo, Norway: 奥斯陆大学. February 17, 2006. ISSN 1501-7710. （原始内容存档于2014年10月4日）.